# اریک هلی
اریک هلی (انگلیسی: Éric Hély؛ زادهٔ ۲۵ اکتبر ۱۹۶۴) بازیکن فوتبال اهل فرانسه است.
از باشگاه‌هایی که در آن بازی کرده‌است می‌توان به باشگاه فوتبال استاد برستوا ۲۹ و باشگاه فوتبال سوشو اشاره کرد.